# Makedonía TV
Makedonía TV (en grec : Μακεδονία TV, ou simplement Μακεδονία) est une chaîne de télévision privée grecque. Elle émet depuis Thessalonique en Macédoine grecque. Elle fut fondée le 15 février 1990. Sa programmation est axées sur la jeunesse, les films et les séries.